# Naturally (松下優也の曲)
「Naturally」（ナチュラリー）は、松下優也の8枚目のシングル。2011年5月4日発売。発売元はエピックレコーズ。通常盤のほか、6種類の完全限定生産盤がリリースされ、それぞれにカバー曲が収録されている。

## 収録曲
通常盤
1. Naturally 
  - 作詞：荘野ジュリ / 作曲：Jin Nakamura
  - サンエー・インターナショナル『ナチュラルビューティーベーシック』CMソング
2. Back to Love 
  - 作詞：U / 作曲：Jin Nakamura
3. Naturally (Vocalless) 
  - 作詞：荘野ジュリ / 作曲：Jin Nakamura

限定生産盤に収録のカバー曲
- どんなときも。（完全限定生産盤 NO.1収録、オリジナル：槙原敬之）
- 秘密の花園（完全限定生産盤 NO.2収録、オリジナル：松田聖子）
- 季節が君だけを変える（完全限定生産盤 NO.3収録、オリジナル：BOØWY）
- 壊れかけのRadio（完全限定生産盤 NO.4収録、オリジナル：徳永英明）
- ラブ・ストーリーは突然に（完全限定生産盤 NO.5収録、オリジナル：小田和正）
- 夢で逢えたら（完全限定生産盤 NO.6収録、オリジナル：吉田美奈子）